# Старокычское (сельское поселение)
Старокычское — упразднённое муниципальное образование со статусом сельского поселения в Дебёсском районе Удмуртии Российской Федерации.
Административный центр — деревня Старый Кыч.
Законом Удмуртской Республики от 30.04.2021 № 40-РЗ к 23 мая 2021 года упразднено в связи с преобразованием муниципального района в муниципальный округ.

## История
Статус и границы сельского поселения установлены Законом Удмуртской Республики от 14 июля 2005 года № 45-РЗ «Об установлении границ муниципальных образований и наделении соответствующим статусом муниципальных образований на территории Дебёсского района Удмуртской Республики»

## Население
| 2010 | 2012 | 2013 | 2014 | 2015 | 2016 | 2017 |
| ---- | ---- | ---- | ---- | ---- | ---- | ---- |
| 915  | ↘899 | ↘892 | ↘866 | →866 | ↘856 | ↘825 |
| 2018 | 2019 | 2020 |      |      |      |      |
| ↘811 | ↘804 | ↘789 |      |      |      |      |

## Состав сельского поселения
| №  | Населённый пункт | Тип                             | Население |
| -- | ---------------- | ------------------------------- | --------- |
| 1  | Аняшур           | деревня                         | ↗40       |
| 2  | Верхний Четкер   | деревня                         | ↘115      |
| 3  | Дзилья           | деревня                         | ↘62       |
| 4  | Кедзя            | деревня                         | ↘38       |
| 5  | Котешур          | деревня                         | ↘32       |
| 6  | Нижний Шудзялуд  | деревня                         | ↘110      |
| 7  | Орехово          | деревня                         | ↘7        |
| 8  | Старый Кыч       | деревня, административный центр | ↘189      |
| 9  | Такагурт         | деревня                         | ↘294      |
| 10 | Шуралуд          | деревня                         | ↗12       |